# ISS-Expeditie 23
ISS Expeditie 23 was de drieëntwintigste missie naar het International Space Station die begon op 2 april 2010 en eindigde op 2 juni.
Dit zal de derde missie zijn die zes bemanningsleden heeft. De commandant van deze missie zal Oleg Kotov van de RSA zijn. Vanwege dat zes bemanningsleden naar het ISS vertrekken zullen er twee Sojoezraketten gelanceerd moeten worden, omdat elke Sojoez maar drie bemanningsleden kan vervoeren.

## Bemanning
| Positie           | Eerste deel (maart tot april 2010)    | Tweede deel (april 2010 tot juni 2010)     |
| ----------------- | ------------------------------------- | ------------------------------------------ |
| Bevelhebber       | Oleg Kotov, RSA 2e ruimtevlucht       | Oleg Kotov, RSA 2e ruimtevlucht            |
| Flight Engineer 1 | Soichi Noguchi, JAXA 2e ruimtevlucht  | Soichi Noguchi, JAXA 2e ruimtevlucht       |
| Flight Engineer 2 | Timothy Creamer, NASA 1e ruimtevlucht | Timothy Creamer, NASA 1e ruimtevlucht      |
| Flight Engineer 3 |                                       | Aleksandr Skvortsov, RSA 1e ruimtevlucht   |
| Flight Engineer 4 |                                       | Michail Kornijenko, RSA 1e ruimtevlucht    |
| Flight Engineer 5 |                                       | Tracy Caldwell Dyson, NASA 2e ruimtevlucht |

## Reservebemanning
- Douglas H. Wheelock - bevelhebber-  Verenigde Staten
- Anton Sjkaplerov -  Rusland
- Satoshi Furukawa -  Japan
- Mikhail Tyurin -  Rusland
- Aleksandr Samokoetjajev -  Rusland
- Scott Kelly -  Verenigde Staten